# Dionísio Dias Carneiro
Dionísio Dias Carneiro Netto (Rio de Janeiro, 23 de setembro de 1945 – Rio de Janeiro, 29 de julho de 2010) foi um economista brasileiro, considerado um dos grandes macroeconomistas do Brasil. Graduou-se pela Universidade Federal do Rio de Janeiro, fez mestrado na Fundação Getúlio Vargas e na Universidade Vanderbilt.
Foi um dos responsáveis pela criação do Departamento de Economia da Pontifícia Universidade Católica do Rio de Janeiro, onde lecionou de 1977 a 2006. Foi sócio da Galanto Consultoria e um dos fundadores do Instituto de Estudos em Política Econômica da Casa das Garças, centro de estudos destinado ao debate da política econômica.
Foi vice-presidente da Financiadora de Estudos e Projetos (1979 a 1980). Integrou o conselho de administração da Companhia Siderúrgica Nacional e da PDG, o conselho consultivo da Brasif e do banco Icatu, tendo sido, ainda, membro do comitê para o planejamento e desenvolvimento das Nações Unidas.

Sofria de hepatite C, vindo a falecer em 2010, no Rio de Janeiro, após sofrer um derrame e ter descoberto um tumor no cérebro. Viúvo, deixou três filhos (Roberto, Ana Luisa e Pedro Henrique) e uma neta (Alice).